# كلارنس كامبل
كلارنس كامبل (بالإنجليزية: Clarence Campbell)‏  (و. 1905 – 1984 م) هو محامي، ومفوض دوري الهوكي الوطني ‏ كندي، ولد في ساسكاتشوان، توفي في مونتريال، عن عمر يناهز 79 عاماً.

## مناصب
تولى منصب مفوض دوري الهوكي الوطني ‏ (1946–1977)..

## التعليم
تعلم في University of Alberta Faculty of Law ‏.

## جوائز
حصل على جوائز منها:
- رتبة الإمبراطورية البريطانية.